# Joe Cola-Loca
Joe Cola-Loca, en Argentina, y Joe el Kolaloca en España, es una película filmada en 1964 en Checoslovaquia con el título original de Limonádový Joe aneb Konská opera, con dirección de Oldřich Lipský y escrita por Jiří Brdečka basándose en una novela y en una obra teatral de su misma creación.
El film es una parodia del género Western e intercala el formato musical con los diálogos y escenas de acción.

## Argumento
Joe Cola-Loca es el héroe, un pistolero abstemio, es decir, que se abstiene de consumir alcohol, y en su lugar toma limonada Cola-Loca. El sobrio Joe llega a un pueblo donde los hombres toman whisky, pelean todo el tiempo, hacen apuestas y se baten a duelo. El dueño del bar y más tarde su hermano perdido son los villanos. A su llegada, Joe encuentra en el bar a un padre evangelista con su hija tratando de hacer que los ebrios pobladores abandonen el alcohol. Joe se enfrentará a los villanos, tratando de erradicar el consumo de whisky, junto a la familia evangelista, y promover el consumo de Cola-Loca, que como se encarga de aclarar, es lo que lo mantiene saludable y le da su puntería legendaria.

## Análisis
Mientras Joe combate a los villanos, la película poco a poco devela sus verdaderas intenciones, que no son librar a la ciudad de la inmoralidad y los vicios, sino publicitar el consumo de Cola-Loca, empresa de la cual su padre es dueño. 
Cuando el pulcro, rubio y apuesto Joe Cola-Loca vence a los desaliñados y bigotudos hermanos vendedores de whisky, les propone a ambos firmar una carta en la que aceptan ser distribuidores de la bebida Cola-Loca. Ante la mirada atónita e incrédula del villano, Joe dice que "Lo que es bueno para Cola-Loca es bueno para la ley".
Las referencias publicitarias a la bebida Cola-Loca se tornan a cada momento más explícitas; hacia el final, incluso, se explica cómo la bebida puede revertir la muerte clínica y se muestra como Joe revive luego de recibir numerosos disparos en el corazón, el estómago y el hígado.
Finalmente, al revivir de los disparos, Joe vuelve para enfrentarse con los villanos y los mata a todos, pero luego descubre por la marca de nacimiento que eran sus hermanos perdidos. Entonces su padre llega con una botella de Cola-Loca y los revive, diciendo que la firma necesita todo tipo de contribución. Entre todos, deciden lanzar una nueva bebida llamada Whiscola.